# Jake Bugg
Jake Edwin Charles Kennedy (født 28. februar 1994 i Nottingham), kendt under kunstnernavnet Jake Bugg, er en engelsk musiker, sanger og sangskriver. I løbet af sin karriere har han udgivet to albummer i 2012 og 2013 og optrådt adskillige gange i talkshows. Hans musikstil er især inspireret af The Beatles, Johnny Cash, Don McLean, Oasis, Donovan, The Everly Brothers og Jimi Hendrix.

## Biografi
Jake Bugg blev født i Nottingham i England som søn af musikalsk interesserede forældre, der begge har udgivet musik i deres ungdom. Jake selv begyndte at spille guitar som 12-årig og antog sin fars efternavn, Bugg, som sit kunstnernavn. Som 17-årig optrådte han første gang foran et stort publikum ved Glastonbury Festival i 2011, hvilket førte til hans pladekontrakt med Mercury Records.
Den 15. oktober 2012 udgav Jake sit første album, Jake Bugg, som blev en stor succes i Jakes hjemland. Albummet lå på førstepladsen på den britiske hitliste og er solgt i over 600.000 eksemplarer, hvilket gør det til det 57. bedst sælgende album i Storbritannien siden 2010'ernes begyndelse. Det blev også en moderat succes i andre Commonwealth-lande samt i visse lande i Europa.
Jakes andet album, Shangri La, blev udgivet den 18. november 2013 og er blevet til i samarbejde med blandt andre Elvis Costellos trommeslager Pete Thomas og trommeslageren Chad Smith fra bandet Red Hot Chili Peppers.
I et interview fra 2014 har Jake Bugg meddelt, at han er i færd med at lave et tredje album.

## Diskografi

### Albummer
- Jake Bugg (2012)
- Shangri La (2013)

### Singler
| År   | Single                  | Album      |
| ---- | ----------------------- | ---------- |
| 2012 | "Trouble Town"          | Jake Bugg  |
| 2012 | "Country Song"          | Jake Bugg  |
| 2012 | "Lightning Bolt"        | Jake Bugg  |
| 2012 | "Taste It"              | Jake Bugg  |
| 2012 | "Two Fingers"           | Jake Bugg  |
| 2012 | "Seen It All"           | Jake Bugg  |
| 2012 | "Broken"                | Jake Bugg  |
| 2013 | "What Doesn't Kill You" | Shangri La |
| 2013 | "Slumville Sunrise"     | Shangri La |
| 2013 | "A Song About Love      | Shangri La |